# Municipio de Sherman (condado de Cass)
El municipio de Sherman (en inglés: Sherman Township) es un municipio ubicado en el condado de Cass en el estado estadounidense de Misuri. En el año 2010 tenía una población de 816 habitantes y una densidad poblacional de 8,3 personas por km².

## Geografía
El municipio de Sherman se encuentra ubicado en las coordenadas 38°30′27″N 94°6′26″O / 38.50750, -94.10722. Según la Oficina del Censo de los Estados Unidos, el municipio tiene una superficie total de 98.28 km², de la cual 98,08 km² corresponden a tierra firme y (0,2 %) 0,2 km² es agua.

## Demografía
Según el censo de 2010, había 816 personas residiendo en el municipio de Sherman. La densidad de población era de 8,3 hab./km². De los 816 habitantes, el municipio de Sherman estaba compuesto por el 97,43 % blancos, el 0,86 % eran afroamericanos, el 0,74 % eran amerindios, el 0,12 % eran asiáticos y el 0,86 % eran de una mezcla de razas. Del total de la población el 1,23 % eran hispanos o latinos de cualquier raza.